# Jan (Choma)
Jan (białorus. i ukr. Іван – Ioann; ros. Иоанн – Ioann; imię świeckie: białorus. Леў Данілавіч Хама – Leu Daniławicz Chama; ukr. Лев Данилович Хома – Łew Danyłowycz Choma; ros. Лев Данилович Хома – Lew Daniłowicz Choma; ur. 25 marca 1963 w Kołbajowicach pod Samborem) – biskup Egzarchatu Białoruskiego. 

## Życiorys
Po odbyciu w latach 1982–1984 zasadniczej służby wojskowej wstąpił do seminarium duchownego w Moskwie, zaś po uzyskaniu jego dyplomu kontynuował edukację teologiczną w Moskiewskiej Akademii Duchownej. Od 1990 pracował w zarządzie eparchii mińskiej w charakterze sekretarza metropolity mińskiego i grodzieńskiego. Od sierpnia 1992 był również pracownikiem seminarium duchownego w Mińsku, gdzie wykładał wiedzę o sektach, zaś od 1993 także liturgikę. 15 grudnia 1992 złożył wieczyste śluby zakonne. 3 stycznia 1993 został wyświęcony na hierodiakona, zaś 20 czerwca – na hieromnicha. Służył w domowej cerkwi Soboru Świętych Białoruskich przy zarządzie eparchii mińskiej. W 1993 w trybie eksternistycznym ukończył Moskiewską Akademię Duchowną. W 1995 otrzymał godność igumena, a następnie archimandryty (odpowiednio w czasie obchodów Paschy i w grudniu).
31 marca 2002 w soborze Św. Ducha w Mińsku miała miejsce jego chirotonia na biskupa borysowskiego, wikariusza eparchii mińskiej. W październiku tego samego roku został ordynariuszem eparchii brzeskiej i kobryńskiej.
W 2016 podniesiony do godności arcybiskupa.